# Lac Riñihue
Le lac Riñihue (en espagnol : lago Riñihue) est un lac chilien situé au pied de la cordillère des Andes dans la province de Valdivia.

## Description
Il est alimenté par le río Enco qui lui fournit l'eau de sept lacs situés en amont dont le plus proche est le lac Panguipulli. Il fait partie d'un bassin hydrographique transandin qui s'étend de la baie de Corral, jusqu'à la ville de San Martín de Los Andes en Argentine. Les autres lacs de ce bassin sont : le lac Lácar et le lac Nonthué en Argentine, le lac Pirihueico, le lac Neltume, le lac Calafquén, et le lac Pullinque au Chili. Son émissaire est le río San Pedro.
À l'extrémité orientale du lac se trouve le volcan Mocho-Choshuenco. De l'autre côté se trouve le Tralcan.

## Histoire
Le lac est célèbre par ce qu'on a appelé au Chili le riñihuazo, une énorme catastrophe qui put être évitée en 1960. Lors du tremblement de terre de Valdivia en 1960, un glissement de terrain barra le lac, menaçant de détruire toute habitation située en aval, lorsque le barrage se romprait.